# Mane ibne Zaida Axaibani
Abu Alualide Mane ibne Zaida Axaibani (Abu'l-Ualid Ma'n ibn Za'ida ax-Xaibani; m. 769/770) foi um general árabe do século VIII dos xaibanitas, que serviu aos omíadas e abássidas.

## Vida

### Sob os omíadas

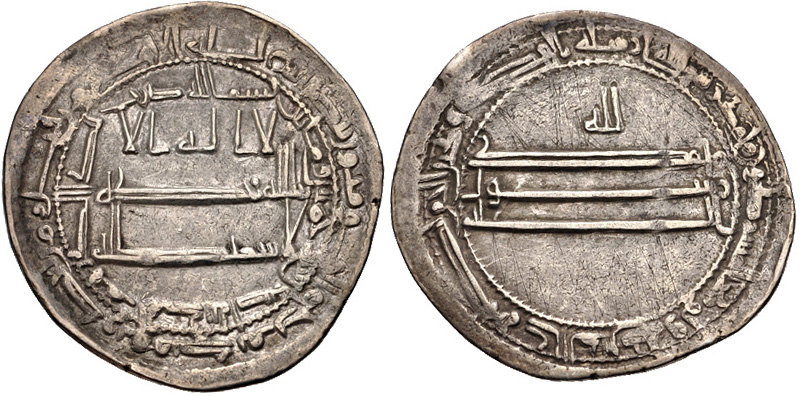
Dirrã de Açafá r.

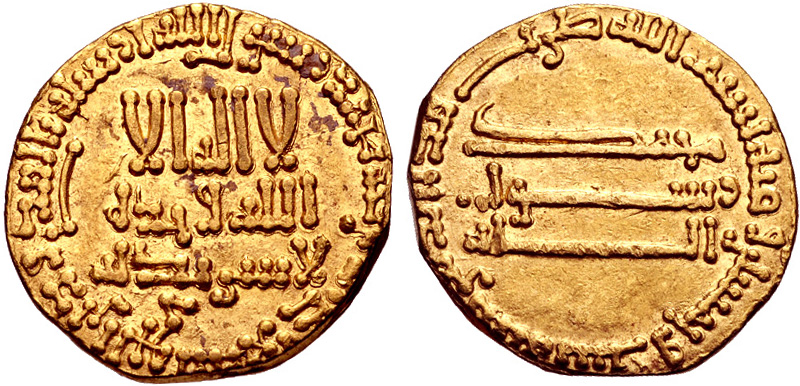
Dinar de ouro de Almançor r.

Mane fez parte dos xaibanitas, assentada na Jazira (Mesopotâmia Superior), e foi o primeiro membro de sua família a ascender à proeminência. Entrou ao serviço do Califado Omíada, e sob patrício do poderoso governador do Iraque, Omar ibne Hubaira, foi enviado para comandar contra Abedalá ibne Moáuia em Pérsis em 746/747. Durante a Revolução Abássida, Mane retornou ao Iraque e lutou contra os abássidas no cerco de Uacite, novamente sob comando de ibne Hubaira; de fato, ele foi um daqueles que alegaram ter matado o comandante abássida Cataba ibne Xabibe Atai. Ele foi poupado da execução dos líderes da guarnição de Uacite após sua rendição, tendo sido enviado a Cufa para submeter-se ao califa Açafá (r. 750–754) em nome de ibne Hubaira.

### Sob os abássida
Depois disso, Mane permaneceu escondido até 758/759, quando retorna da aposentadoria para lutar contra os rebeldes Rauandia (Rawandiyya). Ele foi bem sucedido nesta missão, garantindo-lhe o perdão total do califa Almançor (r. 754–775) e um lugar na corte. Mane foi nomeado governador do Iêmen em 759/760, onde "pacificou o país brutalmente, mas com sucesso". Em 768, foi reconvocado do Iêmen e enviado para governar o Sistão. Lá, conseguiu derrotar os rebeldes carijitas locais, mas foi morto por alguns deles que se disfarçaram como trabalhadores para entrar em sua residência em Bust (769/770).
Mane adquiriu reputação póstuma "como um guerreiro feroz, mas também por sua extrema generosidade e como um patrono de poetas, notadamente Maruane ibne Ali Háfesa, que escreveu uma famosa elegia sobre Mane". Ao menos dois de seus filhos ascenderam à proeminência: Zaida sucedeu-o no Iêmen, enquanto Xarail participou na invasão de Harune Arraxide ao Império Bizantino em 806. Foram seus sobrinhos Iázide e Amade, contudo, que sucederiam Mane em sua posição, dentro dos xaibanitas e na corte. Ambos assumiriam importantes governadorias provinciais e comandos militares, enquanto os descendentes de Iázide em particular viriam a dominar a região de Xirvão, onde mais tarde formariam uma dinastia independente (os xás de Xirvão).